# 新宿ファーストウエスト
新宿ファーストウエスト（しんじゅくファーストウエスト）は、東京都新宿区西新宿一丁目にある高層ビル。

## 概要
淀橋浄水場跡地ではなく、土地信託方式で新宿区からみずほ信託銀行が受託して事業化された地元の主導で生まれたビルである。
青緑色を基調としたガラス張りのビルとして知られ、建築年次が新しいため、バリアフリー対応のトイレなどの設備も充実している。また、テナントのほとんど一般企業となっている。
元々当地は小学校（新宿区立淀橋第二小学校）であったが、児童数激減のため閉校し、その跡地に出来たものである。小学校自体は1986年に閉校されたが、暫く教育施設として活用後、駐車場を経て、オフィス主体のビルへと変わった。一角には当地が小学校であったことを示すメモリアルコーナーが設けられている。

## 主なテナント・スポットなど
- 新宿区立淀橋第二小学校の展示コーナー（3階）
- 新宿区備蓄倉庫（209.18m2）
- 横河レンタ・リース本社
- KDDIエボルバ本社
- 百十四銀行新宿支店
- ジェイレックス・コーポレーション株式会社　本社
- 中日本ハイウェイ・エンジニアリング東京本社

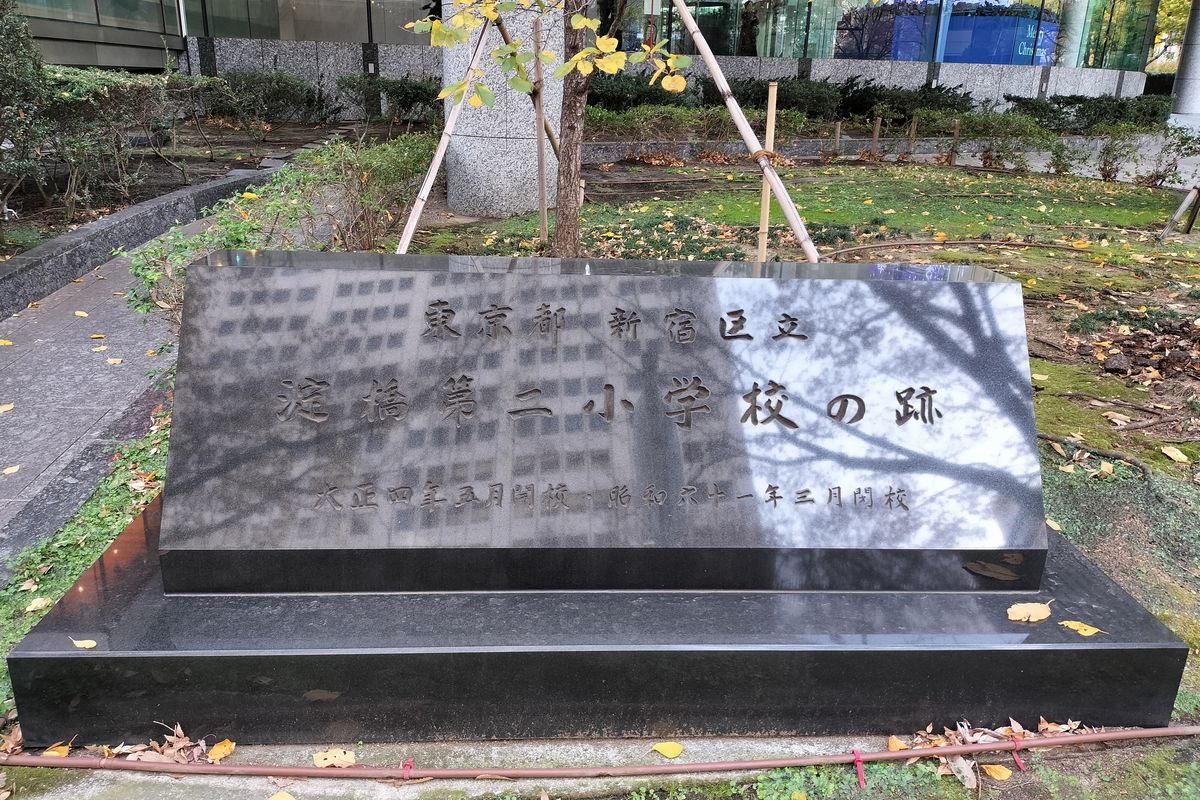
淀橋第二小学校跡の碑

## 過去のテナント・スポットなど
- セボン (不動産会社)本社
- 扶桑レクセル本社
- かんぽ生命保険新宿支店

## アクセス方法など
- 新宿駅より徒歩5分
- 都営大江戸線都庁前駅徒歩6分
- 地下鉄丸ノ内線西新宿駅より徒歩7分
- 駐車場あり（有料）